# 不同意見書
不同意見書（英語：Dissenting opinion，或），法律術語，源起於英美習慣法，是一種由法官撰寫的法律意見書。當某個法律訴訟案件進行判決時，某位，或某幾位法官，不同意法庭上多數法官提出的主要意見書（Majority opinion）時，他們可以自行列舉自己不同意的理由，寫作不同意見書。當不是指一個法律判決時，也可以被稱作「少數報告書（minority report）」。
不同意見書不是判決結果，它將不會成為遵循先例，或是成為判例法的一部分，但是它們被視為是具備建議性質的法源（persuasive authority），當爭論法院的判決是否應被限制或推翻時，可以供其他的法官參考。在某些情況下，一個以前的不同意見書可以用來推動法律的變化，一個後來的案件可能會撰寫一份主要意見書，引用以往不同意見書的法律規定。
不同意見書可能會因為數種原因而被多數所不同意：對判例的不同詮釋，使用不同的原則，或是對事實的不同詮釋。其與主要意見書同時撰寫，且常被用來質疑主要意見書背後的理據。
部分不同意見（dissent in part）是一種選擇性不同意的不同意見書，特別是與主要判決的一部份。在因為存在許多的法律主張或綜合案件，而需要許多部份的判決時，法官可以寫一份「部分協同和部分不同」的意見書。在某些法院，像是美國最高法院中，主要意見可能被以數字或字母分成幾部分，這使得撰寫「部分不同」意見的法官可以容易地看出他們加入了那些主要意見，那些不加入。
1958年，中華民國通過《大法官會議法》，修正了1948年通過的《司法院大法官會議規則》，允許大法官在釋憲時，可以提出不同意見書。

## 延伸閱讀
- Tushnet, Mark, ed. . Malaysia: Beacon Press. 2008. ISBN 978-0-8070-0036-6.